# The Lady Eve
The Lady Eve és una pel·lícula estatunidenca de 1941 escrita i dirigida per Preston Sturges i protagonitzada per Barbara Stanwyck i Henry Fonda. Pot ser qualificada com un destacat exemple de comèdia screwball o esbojarada Està inclosa per la National Board of Review, i es troba entre les 10 pel·lícules més destacades de 1941 i com una de les 100 millors comèdies del cinema estatunidenc per l'American Film Institute.
Sturges demostra conèixer bé les psicologies femenina i masculina en una comèdia plena d'enginy i divertides i sofisticades situacions d'embolic, i posa el cop de gràcia àcid en un món de vividors milionaris i simpàtics i amb bon cor, malgrat el predomini d'un cert conformisme moralitzant.

## Argument[4][6]
Durant un viatge en un vaixell de tornada a Nova York, Charles Pike (Henry Fonda), científic expert en rèptils i ric hereu d'un empresari cerveser, s'enamora de Jean Harrington (Barbara Stanwyck), que es dedica amb el seu pare a estafar a les cartes. Jean també s'enamora d'ell i informa el seu pare que es pensa reformar, però Charlie trenca el seu compromís amb Jean quan s'assabenta que és una estafadora. Dolguda, Jean projecta venjar-se. Els Harrington es troben amb un amic, també estafador, i Jean planeja fer-se passar per la seva neboda anglesa Lady Eve Sidwich. Quan Charlie la coneix en una festa queda aclaparat per la seva semblança amb Jean.

## Repartiment

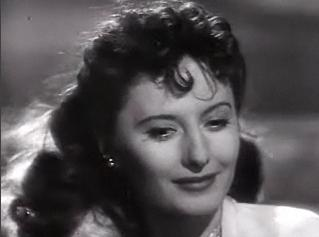
Barbara Stanwyck a la pel·lícula

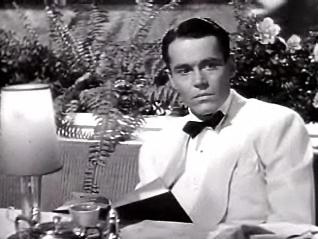
Henry Fonda a la pel·lícula

- Barbara Stanwyck: Jean Harrington/Lady Eve Sidwich
- Henry Fonda: Charles Pike
- Charles Coburn: el coronel Harrington
- Eugene Pallette: Horace Pike
- William Demarest: Ambrose Murgatroyd
- Eric Blore: Sir Alfred McGlennan Keith
- Melville Cooper: Gerald
- Martha O'Driscoll: Martha
- Janet Beecher: Janet Pike
- Robert Greig: Burrows
- Dora Clement: Gertrude
- Luis Alberni: Emile
- Jimmy Conlin: El tercer steward

## Comentaris[calcitació]
El director, que havia donat els seus primers passos més o menys seriosos en el cinema en qualitat de guionista a sou per a la Paramount, havia promès a Barbara Stanwick que algun dia escriuria una pel·lícula a la seva mida i així va ser: The Lady Eve és una guió realitzat expressament per a ella, pensant en l'actriu i en el seu propi lluïment, que prenia com a punt de partida un relat de no arriba a 20 pàgines que obrava en poder del departament corresponent de la productora. Es tracta d'una comèdia d'embolics de tall tradicional en la qual al sentit del ritme consubstancial a les millors mostres del gènere cal afegir uns diàlegs particularment especials, amb profunditat, carregats d'equívocs que porten sempre al doble sentit.
La pel·lícula va obrar efectes gairebé miraculosos en la cursa de Barbara Stanwick que fins aleshores estava encasellada en papers amargs, de dones difícils i de dur temperament. Aquí té l'oportunitat que esperava de ficar-se en un paper romàntic, tot el sexy que permetia la moral dels estudis de l'època, i sobretot molt divertit.

## Premis i Nominacions

### Nominacions[7]
- Oscar a la millor història (Monckton Hoffe)